# Carpodacus
Carpodacus er en stor slægt af spurvefugle, der omfatter 24 arter udbredt i Eurasien. Mange af arterne lever i Himalaya-området. I Danmark findes arten karmindompap (Carpodacus erythrinus). De fleste øvrige arter kaldes rosenfinker.
Arterne i slægten Carpodacus har ret spidse vinger med de tre første synlige håndsvingfjer af samme længde. Næbbet minder om dompappens, men er forholdsvist længere. Kønnene har forskelligt udseende. Navnet Carpodacus betyder "frugtbider".
Tidligere var tre nordamerikanske arter inkluderet i slægten (bl.a. husfinke), men de henregnes nu til slægten Haemorhous. Himalayarosenfinke er flyttet til sin egen slægt Agraphospiza.

## Arter
Nogle af arterne i slægten Carpodacus
- Karmindompap, C. erythrinus
- Sinai-karmindompap, C. synoicus
- Rosenfinke, C. roseus
- Bjergrosenfinke, C. rhodochlamys